# Sketch (Film)
Sketch ist ein Fantasyfilm und das Spielfilmdebüt von Seth Worley. Der Film mit Tony Hale, Bianca Belle, Kue Lawrence und D’Arcy Carden in den Hauptrollen als Vater, dessen Tochter und Sohn und seiner Schwester erzählt von einer Familie, die sich gegen die aus einem Skizzenbuch entflohenen und lebendig gewordenen Monster zur Wehr setzen muss. Sketch feierte im September 2024 beim Toronto International Film Festival seine Premiere und kam Anfang August 2025 in die US-amerikanischen Kinos. Für den 21. August 2025 ist der Kinostart in Deutschland und der Deutschschweiz vorgesehen.

## Handlung
Nach dem Tod der Mutter versucht jedes Mitglied der Familie Wyatt anders mit seiner Trauer umzugehen. Vater Taylor versteckt Erinnerungsstücke an sie im Haus, sein Sohn Jack versucht optimistisch in die Zukunft zu blicken. Seine 11-jährige Schwester Amber ist voller Wut. Diese entlädt sie in ihrem Skizzenbuch, in das sie bösartige Monster in brutalen Szenarien kritzelt. Doch als ein wenig Magie diese Kreaturen zum Leben erweckt, muss sich die Familie ihrem Schmerz stellen und sich zusammentun, damit diese in ihrer Kleinstadt kein weiteres Chaos anrichten.

## Produktion

### Filmstab, Animation und Besetzung

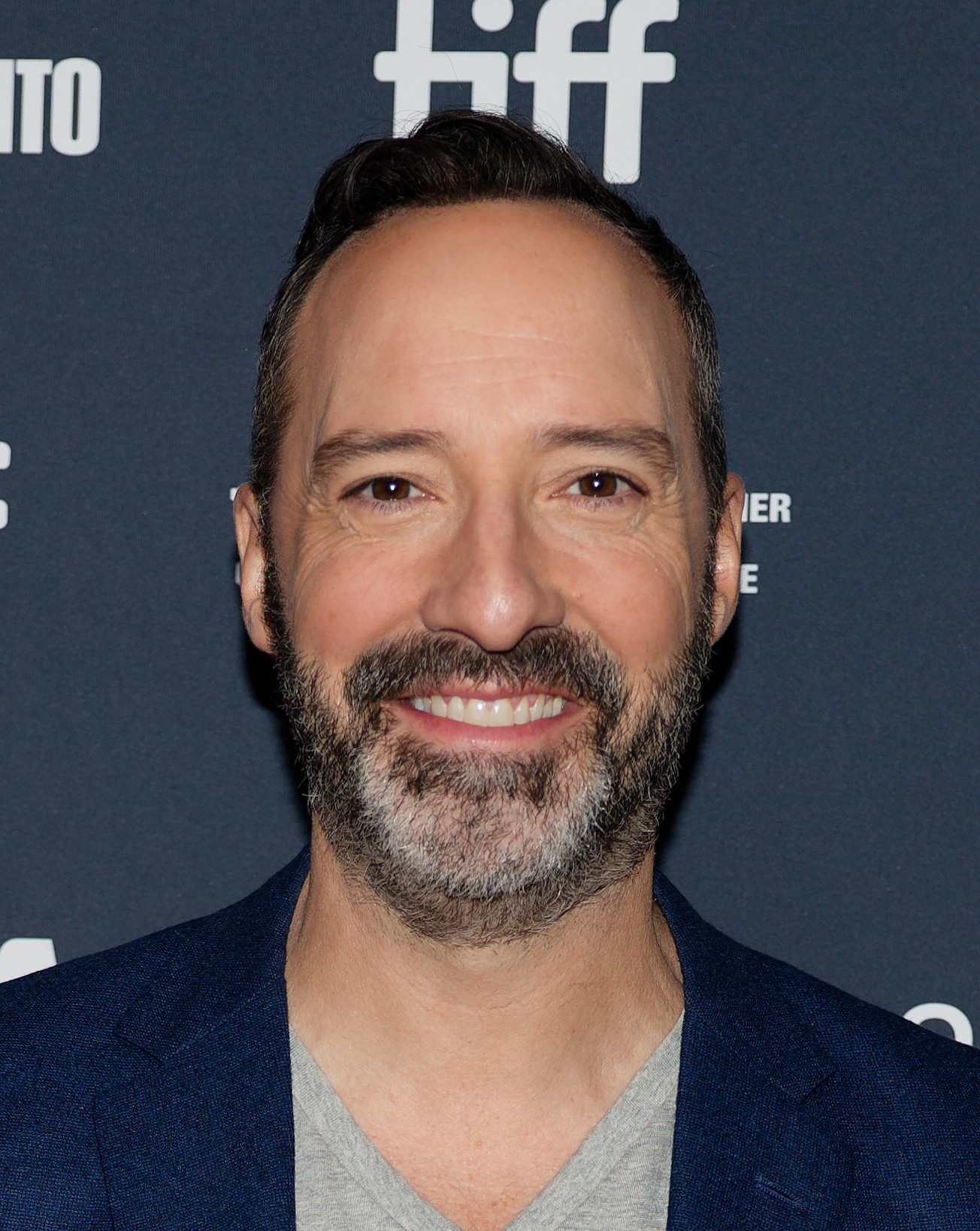
Emmy-Preisträger Tony Hale spielt den Witwer Taylor Wyatt

Regie führte Seth Worley (* 1984), der auch das Drehbuch schrieb. Sketch ist sein Regiedebüt bei einem Langfilm. Zu seinen früheren Filmen gehören The Time Closet mit seinem Bruder Ben Worley in der Hauptrolle und der von ihm produzierte Kurzfilm Dino Feast, den seine neunjährige Tochter Eva inszenierte und auch das Drehbuch für diesen schrieb.
Die Animationen stammen von Christine Krumpholz. Sie war in der Vergangenheit für Filme wie Thor: Tag der Entscheidung, Black Panther, Ready Player One und Aquaman – Lost Kingdom tätig. Die aus Ambers Skizzenbuch entflohenen Monster wurden bei ihrer Animation handgezeichnet belassen. Dementsprechend haben diese drahtige und leicht krumme Gliedmaßen, speien Glitter aus ihren Mündern und hinterlassen Farbflecken, wo sie laufen. Auch die Texturen aus Wachsmalstiften oder Textmarkern blieben dabei erhalten.
Der zweifache Emmy-Preisträger Tony Hale, bekannt aus der Comedyserie Veep und einer Hauptrolle in The Decameron, spielt den verwitweten Vater Taylor Wyatt. Gemeinsam mit Katelyn Botsch, Daryl C. Lefever und Steve Taylor fungierte er auch als einer der Produzenten des Films. Kue Lawrence spielt seinen Sohn Jack und Bianca Belle seine 11-jährige Tochter Amber. Kalon Cox ist in der Rolle ihres Mitschülers Bowman Lynch zu sehen. D’Arcy Carden spielt Taylors Schwester Liz, die Tante von Amber und Jack.

### Filmmusik, Marketing und Veröffentlichung
Die Filmmusik steuerte der US-amerikanische Singer-Songwriter und Komponist Cody Fry bei, der erstmals für einen Spielfilm tätig war. Das Soundtrack-Album mit insgesamt 16 Musikstücken wurde zum US-Kinostart als Download veröffentlicht. Das Stück Watch This erschien vorab als Single.
Die Premiere des Films fand am 7. September 2024 beim Toronto International Film Festival statt. Ein finaler Trailer wurde Ende Juli 2025 vorgestellt. Die Vertriebsrechte für die USA sicherten sich die Angel Studios. Dort kam der Film am 6. August 2025 in ausgewählte Kinos. Der Kinostart in Deutschland ist am 21. August 2025 geplant.

## Rezeption
Von den bei Rotten Tomatoes aufgeführten Kritiken sind 96 Prozent positiv. Bei Metacritic erhielt der Film einen Metascore von 78 von 100 möglichen Punkten.
Kristy Puchko schreibt in ihrer Kritik für mashable.com, der Film erzähle seine ganz eigene, wundersame und verrückte Geschichte. Regisseur Seth Worley habe mit Sketch eine kinderfreundliche Prämisse in einer Welt voller Fantasie und Emotionen erschaffen, deren Besuch ein verrücktes Vergnügen sei. Sketch sei ein unglaublich unterhaltsamer und herzerwärmender Film, und sogar die spannendsten Actionszenen seien aufgrund der herrlichen Absurdität des Designs von ungezügelter Freude geprägt. Sie seien gruselig, aber nicht wirklich furchteinflößend, was diesen Film geeignet für Kinder mache, die gerade erst anfangen, sich für Horror zu interessieren.
Maxi Braun beschreibt Seth Worleys Langfilmdebüt in ihrer Kritik für epd Film als einen kindgerechten Horrorfilm mit witzigen Dialogen, starken Darstellern und einer ungewöhnlichen Story über Trauerbewältigung und die Macht der Fantasie. Zunächst sei Sketch so gruselig und düster, dass sich auch Erwachsene nicht langweilen, und witzige Dialoge, Situationskomik und Slapstick sorgten für Comic Relief,  und jede visuelle und sprachliche Pointe sitze über Altersgrenzen hinweg. Für dieses gelungene Timing sei nicht nur Comedian Tony Hale in der Rolle des Vaters verantwortlich, auch die Kinderdarsteller Kue Lawrence und Bianca Belle sowie ihr Sidekick Kalom Cox als Bowman meisterten die emotionale Bandbreite ihrer Figuren beeindruckend intensiv.  Am Ende halte Sketch einen guten Twist in Bezug auf gesunde Trauerbewältigung bereit.  Ein letzter Pluspunkt sei, dass Worley mit Amber eine starke Mädchenfigur in den Mittelpunkt stellt, die die Handlung in Gang bringt und sich als willensstarke, ziemlich coole Heldin entpuppe, so Braun. Es sei erstaunlich, dass ein so progressiver Film von den erzkonservativen, meist für religiöse Inhalte verantwortlichen Angels Studios in Utah produziert wurde.